# Студија сифилиса у Таскигију
Студија сифилиса у Таскигију (1932–1972), позната и под именом Студија Пелкола и Експеримент у Таскигију била је клиничка студија сифилиса, изведена у Таскигију у америчкој федералној држави Алабами у периоду од 1932.–1972. године. Експеримент је обухватио укупно 399 испитаника заражених сифилисом и 200 испитаника контролне групе без сифилиса, углавном сиромашних и неписмених најамних радника црначке популације. 
Предмет истраживања били су симптоми и терапије сифилиса. Студија је изазвала револт грађана црне популације и медијску пажњу јер је извођена без дужне пажње према испитаницима, те је довела до промена у односу према пацијентима у клиничким студијима. Појединци који су суделовали у Студији сифилиса у Таскигију нису били пристали уз пуну свест о посљедицама и нису били обавештени о својој дијагнози. Говорено им је да имају „лошу крв“ те да ће добити бесплатно лечење, бесплатни превоз до клинике, један топли оброк дневно и, у случају смрти, 35 долара (касније 50) за трошкове погреба.
До 1947. године пеницилин је постао стандардни лек за сифилис. Пре овог открића, сифилис се често развијао у хроничну, болну и понекад фаталну болест различитих органа. Уместо да све пацијенте заражене сифилисом лече пеницилином и прекину истраживање, научници у Таскигију су одбили дати пеницилин и информације о пенцилину, са намером да наставе истраживање. Испитаници су били спречени да уђу у програме лечења сифилиса који су били доступни другим људима у истој области. Истраживање је настављено све до 1972. године када је у медијима почело објављивање детаља студије што је довело до њеног обустављања. Током студије 28 људи је умрло од сифилиса, око 100 од компликација, 40 жена је заражено од несвесних испитаника а 19 деце рођено са урођеним болестима.
Студија сифилиса у Таскигију се често наводи као један од највећих етичких прекршаја у здравственим истраживањима, односно кршења поверења између пацијента и лекара приликом клиничких студија у САД. Студија сифилиса у Таскигију је довела до Извјештаја Белмонт и стварања Националног одбора за хуманистичка истраживања и стварања Одбора за ревизију институција.